# Plocama iljinii
Plocama iljinii är en måreväxtart som först beskrevs av Igor Alexandrovich Linczevski, och fick sitt nu gällande namn av Maria Backlund och Mats Thulin. Plocama iljinii ingår i släktet Plocama och familjen måreväxter. Inga underarter finns listade i Catalogue of Life.